# Viviennea momyra
Viviennea momyra là một loài bướm đêm thuộc phân họ Arctiinae, họ Erebidae.